# Martin Hattala

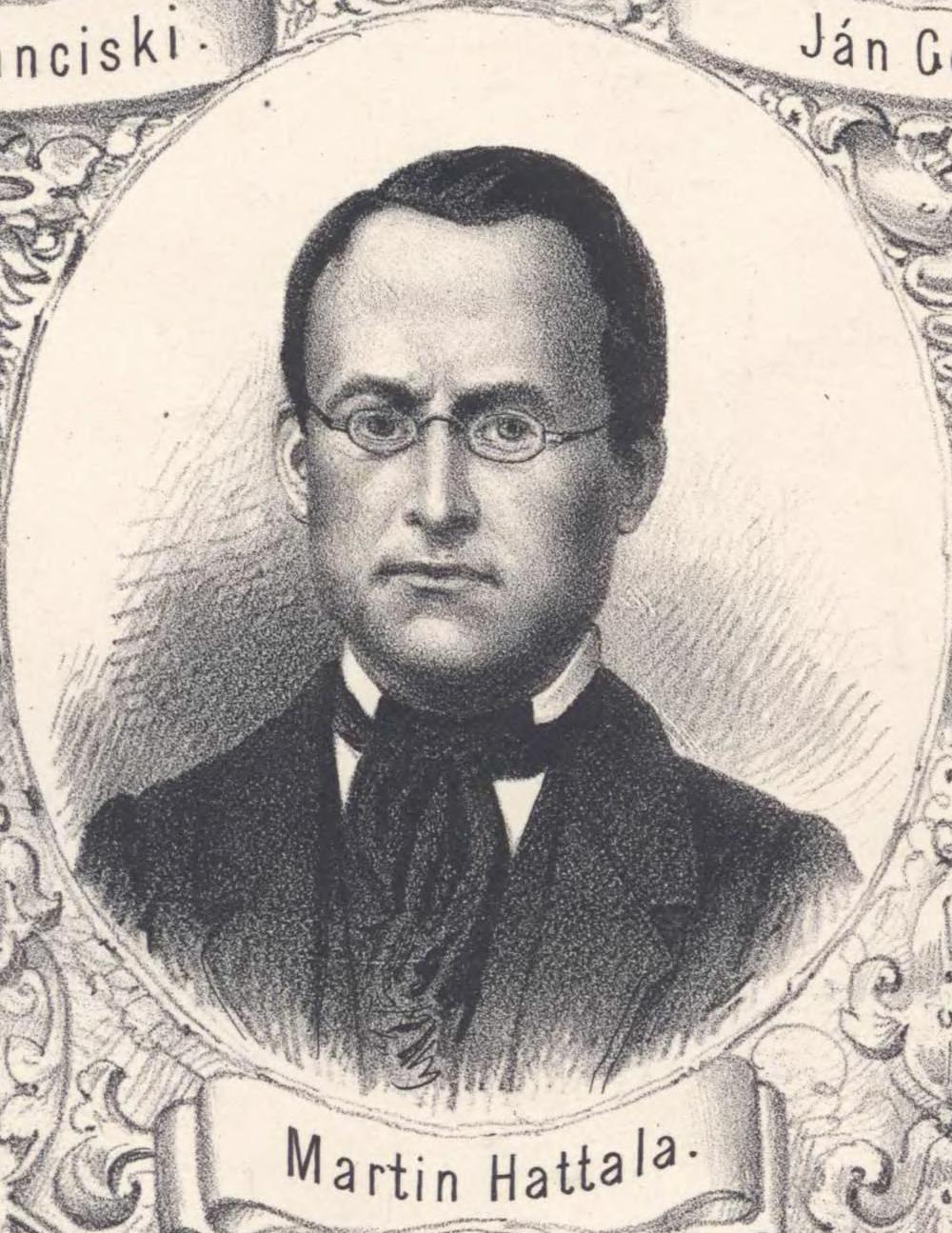
Martin Hattala (1863)

Martin Hattala (* 4. November 1821 in Trstená; † 11. Dezember 1903 in Prag) war ein slowakischer Slawist, Gelehrter und römisch-katholischer Geistlicher. Durch Hattalas Reform der Normierung der slowakischen Sprache von Ľudovít Štúr ist die slowakischen Schriftsprache in der Form entstanden, in der sie heute noch verwendet wird.

## Leben
Martin Hattala studierte an den Universitäten Trnava Philosophie und in Wien Theologie und Slawistik und wurde 1850 zum Mittelschullehrer für Altslowakisch (siehe unter Ján Kollár) in Pressburg (heute Bratislava) ernannt.
Auf Empfehlung von Pavol Jozef Šafárik studierte er dann Slawistik an der Universität in Prag und habilitierte sich als Privatdozent der slawischen Linguistik an der Prager Universität, wo er 1861 zum ordentlichen Professor ernannt wurde.
Seit 1847 war er im Rahmen des slowakischen Vereins Tatrín Mitglied eines Ausschusses zur Verbesserung der von Štúr ein Paar Jahre zuvor durchgesetzten Version der slowakischen Schriftsprache und präsentierte bald in Grammatica linguae slovenicae... (1850) seine eigene, abgewandelte Version der Schriftsprache, in der er als (ursprünglicher) Anhänger der slowakischen Sprache von Anton Bernolák zum Teil das Schriftbild und das etymologische Prinzip der tschechischen Sprache (bspw. durch die Einführung des y, é usw.) übernahm, zum Teil aber auch andere Änderungen vornahm (Einführung des ľ, ä usw.). Seine 1852 erschienene, auf dieser Reform basierende Grammatik der slowakischen Sprache war die erste Grammatik der slowakischen Sprache, die die Zustimmung von sämtlichen relevanten slowakischen Gelehrten erhielt und somit den seit dem 17./18. Jahrhundert andauernden Streit um die „richtige“ Form der slowakischen Schriftsprache endgültig beendete.
Im Streit über die Königinhofer Handschrift  und das Gericht der Libuše trat H. mit zwei Schriften: Verteidigung der Authentizität des Urteils Libusas vom philologischen Standpunkt (Prag 1858–1860) und Das Libusa-Gericht, vom paläographischen, philologischen und poetischen Standpunkt verteidigt (deutsch in der Prager Morgenpost), „wenig glücklich“ für die Echtheit derselben ein.
1862 wurde er zum korrespondierenden Mitglied der Akademie der Wissenschaften in Sankt Petersburg gewählt.

## Werke
- Grammatica linguae slovenicae collatae cum proxime cognata bohemica [Grammatik der slowakischen Sprache verglichen mit der am nächsten verwandten tschechischen Sprache] (1850)
- Krátka mluvnica slovenská (1852) [Kurze slowakische Grammatik] – erschien anonym
- Zvukosloví jazyka staro- i novočeského a slovenského [Lautlehre der alt- sowie neutschechischen und slowakischen Sprache] (1854)
- O poměru Cyrillčiny k nynějším nářečím [Über das Verhältnis des Kyrillischen zu den heutigen Dialekten](1855)
- Skladba jazyka českého [Syntax der tschechischen Sprache] (Prag 1855) – wurde wegen der Verwendung von Slowakismen kritisiert
- Srovnávací mluvnice jazyka českého a slovenského [Vergleichende Grammatik der tschechischen und slowakischen Sprache] (Prag 1857) – ein amtlich genehmigtes Lehrbuch
- O ablativě ve slovančině a litvančině [Über den Ablativ im Slawischen und Litauischen] (1857–1858)
- Mnich Chrabr, příspěvek k objasnění původu písma slovanského [ Mönch Chrabr, ein Beitrag zur Aufklärung des Ursprungs der slawischen Schrift] (1858)
- Mluvnica jazyka slovenského I., II. [Grammatik der slowakischen Sprache] (1864, 1865)
- Počátečné skupeniny souhlásek československých [Ursprüngliche (tschechisch-)slowakische Konsonantengruppen] (1870) – erschien lat., deutsch, kroatisch und tschechisch
- Brus jazyka českého. Příspěvek k dějinám osvěty vůbec a slovanské i české zvláště [Antibarbarus der tschechischen Sprache. Ein Beitrag zur Geschichte der Volksaufklärung im Allgemeinen und der slawischen und tschechischen Volksaufklärung im Besonderen] (Prag 1877)